# МЕРЛИН (радиоинтерферометр)
«МЕРЛИН» (MERLIN — Multi-Element Radio Linked Interferometer Network, «Многоэлементная радиосвязанная интерферометрическая сеть») — радиоинтерферометр, рассредоточенный по территории Англии с интервалом до 217 км. МЕРЛИН работает на частотах от 151 МГц до 24 ГГц. Разрешение МЕРЛИН-а на частоте 5 ГГц (6 см) составляет около 40 миллисекунд дуги, что сравнимо с разрешением космического телескопа «Хаббл» в оптическом диапазоне.

## e-MERLIN
Проект e-MERLIN использует 7 радиотелескопов Британии. Первые данные получены в 2009 году.
Диапазоны наблюдения: 1.3—1.8 ГГц, 4—8 ГГц, 22—24 ГГц. Разрешение: 10—150 мас. Чувствительность порядка 1 μJy.